# Chester Barnett
Pour les articles homonymes, voir Barnett.
Chester Barnett, né le 29 février 1884 à Piedmont (Missouri) et mort le 22 septembre 1947 à Jefferson City (Missouri), est un acteur américain du cinéma muet.

## Biographie
Il a tourné près de 200 films entre 1912 et 1920.

## Filmographie sélective
- 1913 : A Night in Town de Phillips Smalley : Le valet de pied
- 1913 : The Hall-Room Girls de Phillips Smalley : Chester
- 1914 : La Treizième Heure (The Man of the Hour) de Maurice Tourneur : Joe Standing
- 1914 : Fille de pirates (The Wishing Ring; An Idyll of Old England) de Maurice Tourneur : Giles
- 1914 : Le Spéculateur de Maurice Tourneur : Landry
- 1915 : Trilby de Maurice Tourneur : Billie
- 1917 : A Girl's Folly de Maurice Tourneur : Johnny Applebloom
- 1918 : L'Éternelle Tentatrice (Woman) de Maurice Tourneur : Le pêcheur
- 1918 : Sa grande aventure (The Great Adventure) d'Alice Guy : Billy Blake